# Roszpunka (film 2009)
Roszpunka (niem. Rapunzel) – niemiecki film familijny z 2009 roku, należący do cyklu filmów telewizyjnych Najpiękniejsze baśnie braci Grimm. Film jest adaptacją baśni braci Grimm pt. Roszpunka.

## Treść
Roszpunka to piękna dziewczyna, która jako dziecko została uwięziona przez złą czarownicę w wieży bez schodów i drzwi. Jedynie wiedźma może dostać się do Roszpunki, wspinając się po jej długich włosach. Pewnego dnia pod więzienie Roszpunki trafia przypadkowo książę.

## Obsada
- Luisa Wietzorek: Roszpunka
- Jaime Krsto Ferkic: książę
- Suzanne von Borsody: czarownica
- Antje Westermann: matka Roszpunki
- Boris Aljinovic: ojciec Roszpunki
- Piet Klocke: Hoflehrer
- Rita Feldmeier: królowa
- Dieter Montag: król